# إيمي كلاي
إيمي كلاي (بالإنجليزية: Amy Clay)‏ هي مجدفة أسترالية، ولدت في 14 ديسمبر 1977 في مقاطعة أورانج في الولايات المتحدة.

## وصلات خارجية
- إيمي كلاي على موقع الاتحاد الدولي للتجديف (الإنجليزية)
- إيمي كلاي على موقع اللجنة الأولمبية الدولية (الإنجليزية)
- إيمي كلاي على موقع أوليمبيديا (الإنجليزية)
- إيمي كلاي على موقع اللجنة الأولمبية الأسترالية (الإنجليزية)